# Bertel Gripenberg
Bertel Johan Sebastian Gripenberg, född 19 september 1878 i Sankt Petersburg, död 6 maj 1947 i Sävsjö, var en finlandssvensk friherre och poet.

## Liv och gärning
Gripenbergs första diktsamlingar griper in i en fin-de-siècle-tradition och omfattar bland annat diktsamlingarna Dikter (debut 1903) och Svarta sonetter (1908). Efter denna period influerades Gripenberg mer av en hembygdsromantisk diktning som sedermera övergick till en striktare nationalistisk poesi. Gripenberg är känd för sina dikter som prisar den vita sidan i Finlands inbördeskrig. Han deltog också i kriget som fältväbel i Nylands Dragonregemente. Efter kriget befordrades han till fänrik i reserven. Under 1920- och 1930-talen fungerade han som lokalchef i skyddskårsorganisationen på den tavastländska landsbygden, där han bosatte sig med sin familj på en liten lantgård som han hade köpt. Den isolerade finlandssvenskheten hade varit ett centralt tema i hans diktning ända fram till inbördeskriget, men hans upplevelser under kriget bidrog till att förstärka i honom både känslan av samhörighet med det finska Finland och den starka motviljan mot alla vänsterideologier. En utpräglad antikommunism och en glödande finländsk patriotism kom till att färga hans diktning mycket starkt under 1920-, 1930- och 1940-talen. I början av 1930-talet tog han offentligt ställning för Lapporörelsen och bidrog senare med både artiklar och dikter till den finlandssvenska högerradikala veckotidningen Svensk Botten som i det närmaste var en finländsk motsvarighet till den rikssvenska tidningen Dagsposten som utgavs av Sveriges Nationella Förbund. Gripenberg dolde på inget sätt att hans politiska hemvist fanns på den yttersta högerkanten och både under 1930-talet och under andra världskriget var han utpräglat tyskvänlig.  År 1943 undertecknade han tillsammans med många andra kända finlandssvenska personligheter en adress som motsatte sig en eventuell separatfred med de allierade och krävde fortsättningen av kriget vid Tysklands sida ända fram till den slutgiltiga segern.
Gripenberg fick utmärkelsen Statspriset för litteratur flera gånger (1903, 1904, 1905, 1908, 1909, 1912, 1925, 1930, 1932) och blev filosofie hedersdoktor vid Helsingfors universitet 1932. Han var också ordförande för Finlands svenska författareförening 1919–1920.
Gripenberg gav även ut en diktsamling under pseudonymen Åke Erikson, Den hemliga glöden (1925) som med fri vers var menad som en parodi på modernism. Han översatte flitigt finsk, bland annat Eino Leino och Olavi Paavolainen, samt engelsk litteratur, däribland Oscar Wildes Balladen om fängelset i Reading. Gripenberg är berömd för sin översättning av Edgar Lee Masters' Spoon River Anthology.
Han avled av tuberkulos 1947 på Sävsjö sanatorium i Småland.

## Priser och utmärkelser
- 1913 – Tollanderska priset
- 1916 – De Nios Stora Pris
- 1930 – De Nios Stora Pris
- 1940 – De Nios Stora Pris